# Serbischer Fußballpokal 2016/17
Der Serbische Fußballpokal 2016/17 (auch Kup Srbije) war die elfte Austragung des serbischen Pokalwettbewerbs. Er wurde vom Serbischen Fußball-Bund (FSS) ausgetragen. Das Finale fand am 27. Mai 2017 im Stadion Partizana von Belgrad statt.
Pokalsieger wurde Titelverteidiger Partizan Belgrad. Das Team setzte sich im Finale gegen Roter Stern Belgrad durch. Da Partizan durch die Meisterschaft bereits für die Champions League qualifiziert war, erhielt der Liganächste den Startplatz für die 1. Qualifikationsrunde in der UEFA Europa League 2017/18.

## Modus
Das Halbfinale wurde in Hin- und Rückspiel ausgetragen. In den anderen Runden wurden die Begegnungen in einem Spiel ausgetragen. Endete ein Spiel nach 90 Minuten unentschieden, kam es direkt zum Elfmeterschießen. Bis zum Viertelfinale wurden die Mannschaften in zwei Töpfe platziert, so dass jedes gesetzte Team gegen ein ungesetztes antrat.

## Teilnehmer
| SuperLiga 2015/16 (16) | SuperLiga 2015/16 (16) | Prva Liga (14) | Prva Liga (14) | Regionale Pokalsieger (5)                                                              |
| --- | --- | --- | --- | -------------------------------------------------------------------------------------- |
| - FK Borac Čačak - FK Čukarički - FK Jagodina - FK Javor Ivanjica - FK Metalac - FK Mladost Lučani - FK Novi Pazar - Partizan Belgrad | - FK Rad Belgrad - FK Radnik Surdulica - FK Radnički Niš - Roter Stern Belgrad - FK Spartak Subotica - Vojvodina Novi Sad - FK Voždovac - OFK Belgrad | - FK Bačka - FK Bežanija - FK BSK Borča - FK ČSK Pivara - FK Dinamo Vranje - FK Donji Srem - FK Inđija - FK Kolubara | - FK Loznica - FK Napredak Kruševac - FK Proleter Novi Sad - FK Radnički 1923 Kragujevac - FK Sinđelić Belgrad - FK Sloboda Užice - FK Sloga Petrovac - FK Zemun | - FK Mladost Bački Jarak - FK Polet Ljubić - FK Radan Lebane - FK Trepča - OFK Žarkovo |

## Vorrunde
In dieser Runde trafen die fünf Sieger des Regionalpokals und vier der fünf schlechtplatziertesten Teams der Prva Liga (Serbien) 2015/16 aufeinander. Der FK Donji Srem fing nach zwei Abstiegen in Folge in der 7. Liga neu an. Der zugeloste FK Mladost Bački Jarak erhielt deshalb ein Freilos. Des Weiteren nahm der FK Sloga Petrovac nicht teil, da der Verband den Verein aus finanziellen Gründen in die 3. Liga herabstufte. Somit erhielten Radan Labane und Dinamo Vranje, die zusammengelost wurden jeweils ein Freilos.
|                        | Ergebnis        |                             |
| ---------------------- | --------------- | --------------------------- |
| 7. September 2016      |                 |                             |
| OFK Žarkovo            | 1:1 (4:3 i. E.) | FK Loznica                  |
| FK Polet Ljubić        | 2:0             | FK Radnički 1923 Kragujevac |
| FK Trepča              | 0:3             | FK Sloboda Užice            |
| FK Radan Lebane        | Freilos         | FK Dinamo Vranje            |
| FK Mladost Bački Jarak | Freilos         |                             |

## 1. Runde
Teilnehmer: Die sechs Sieger der Vorrunde, alle Teams der SuperLiga 2015/16 und die Top-Elf der Prva Liga 2015/16 mit Ausnahme des FK Sloga Petrovac.
|                        | Ergebnis        |                      |
| ---------------------- | --------------- | -------------------- |
| 20. September 2016     |                 |                      |
| FK Bačka               | 0:3             | FK Spartak Subotica  |
| FK Rad Belgrad         | 1:0             | FK Dinamo Vranje     |
| 21. September 2016     |                 |                      |
| FK Radan Lebane        | 0:5             | FK Čukarički         |
| FK Inđija              | 0:1             | FK Voždovac          |
| FK Kolubara            | 0:4             | FK Mladost Lučani    |
| FK Mladost Bački Jarak | 1:4             | FK Novi Pazar        |
| OFK Žarkovo            | 2:2 (5:4 i. E.) | FK Metalac           |
| FK Sinđelić Belgrad    | 1:5             | FK Jagodina          |
| FK Polet Ljubić        | 0:1             | FK Radnik Surdulica  |
| FK Zemun               | 0:0 (4:5 i. E.) | FK Borac Čačak       |
| FK Proleter Novi Sad   | 0:1             | FK Javor Ivanjica    |
| FK BSK Borča           | 1:0             | FK Radnički Niš      |
| FK ČSK Pivara          | 0:3             | Roter Stern Belgrad  |
| Partizan Belgrad       | 3:1             | FK Napredak Kruševac |
| FK Sloboda Užice       | 6:1             | OFK Belgrad          |
| Vojvodina Novi Sad     | 4:0             | FK Bežanija          |

## Achtelfinale
|                     | Ergebnis        |                     |
| ------------------- | --------------- | ------------------- |
| 25. Oktober 2016    |                 |                     |
| OFK Žarkovo         | 0:2             | Partizan Belgrad    |
| 26. Oktober 2016    |                 |                     |
| FK Jagodina         | 1:1 (4:5 i. E.) | FK Borac Čačak      |
| FK Voždovac         | 1:0             | FK Spartak Subotica |
| FK Čukarički        | 1:0             | FK Javor Ivanjica   |
| Roter Stern Belgrad | 3:0             | FK BSK Borča        |
| FK Mladost Lučani   | 1:1 (5:3 i. E.) | FK Rad Belgrad      |
| FK Novi Pazar       | 0:0 (2:3 i. E.) | Vojvodina Novi Sad  |
| FK Radnik Surdulica | 1:2             | FK Sloboda Užice    |

## Viertelfinale
|                     | Ergebnis |                   |
| ------------------- | -------- | ----------------- |
| 5. April 2017       |          |                   |
| FK Voždovac         | 1:2      | Partizan Belgrad  |
| Vojvodina Novi Sad  | 5:2      | FK Borac Čačak    |
| FK Sloboda Užice    | 0:3      | FK Čukarički      |
| Roter Stern Belgrad | 4:2      | FK Mladost Lučani |

## Halbfinale
|                              | Gesamt |                     | Hinspiel | Rückspiel |
| ---------------------------- | ------ | ------------------- | -------- | --------- |
| 26. April 20170009. Mai 2017 |        |                     |          |           |
| FK Čukarički                 | 3:5    | Roter Stern Belgrad | 1:4      | 2:1       |
| 26. April 20170010. Mai 2017 |        |                     |          |           |
| Vojvodina Novi Sad           | 0:1    | Partizan Belgrad    | 0:0      | 0:1       |

## Finale
| Paarung             | Partizan Belgrad – Roter Stern Belgrad |
| Ergebnis            | 1:0 (1:0) |
| Datum               | 27. Mai 2017 |
| Stadion             | Stadion Partizana, Belgrad |
| Zuschauer           | 20.000 |
| Schiedsrichter      | Milorad Mažić |
| Tore                | 1:0 Nikola Milenković (42.) |
| Partizan Belgrad    | Nemanja Stevanović – Miroslav Vuliević , Bojan Ostojić, Nikola Milenković, Momamed El Monir – Marko Jevtović, Nebojša Kosović – Marko Janković (88. Saša Ilić), Nemanja Mihajlović (65. Petar Đuričković) – Leonardo (84. Milan Radin), Uroš Đurđević. Cheftrainer: Marko Nikolić                         |
| Roter Stern Belgrad | Damir Kahriman – Marko Petković, Damien Le Tallec, Aleksandar Luković , Dušan Anđelković – Mihailo Ristić (85. Nenad Milijaš), Mitchell Donald – Srđan Plavšić (69. Srđan Vujaklija), Guélor Kanga, Slavoljub Srnić (60. Nemanja Milić) – Richmond Boakye. Cheftrainer: Boško Gjurovski ( Nordmazedonien) |
| Gelbe Karten        | Bojan Ostojić, Leonardo, Miroslav Vuliević, Momamed El Monir, Marko Janković, Petar Đuričković – Mitchell Donald, Srđan Plavšić |